# Det Kongelige Kapel
Det Kongelige Kapel (engelsk: The Royal Danish Orchestra) er et dansk symfoniorkester, der kan føre sine rødder tilbage til det trompeterkorps, som Christian 1. grundlagde i 1448. Derefter blev korpset udvidet i flere omgange; men i de økonomisk trange år under Danmarks deltagelse i Trediveårskrigen blev det beskåret. Omkring 1700 begyndte det at vokse igen, og dets opgaver blev udvidet til også at omfatte operaopførelser. Orkestret menes at være det ældste eksisterende i verden (blandt andet bekræftet af den engelske musikkommentator Norman Lebrecht).
1769 nedlagdes trompeterkorpset, og orkestret var operaorkester. I slutningen af 1700-tallet blev orkesteret udvidet til 46 musikere og blomstrede op i forbindelse med F.L.Æ. Kunzens introduktion af Mozart. I de følgende år var først Claus Schall og senere H.S. Paulli markante kapelmestre. Da Johan Svendsen blev kapelmester i 1883, begyndte han at afholde kapelkoncerter, som siden har udgjort en vigtig del af orkestrets liv og givet det mulighed for at prøve kræfter med den store symfoniske musik.
Blandt de mange kapelmestre, der har ledet orkestret efter Johan Svendsen, nævnes Frederik Rung, Carl Nielsen, Georg Høeberg, Egisto Tango, Johan Hye-Knudsen og John Frandsen. Balletkapelmestre har været Emil Reesen, Peter Ernst Lassen og Arne Hammelboe.
Mange store dirigenter og komponister har i årenes løb arbejdet med Det Kongelige Kapel. Blandt de største navne kan nævnes Wilhelm Furtwängler, Carl Maria von Weber, Carl Nielsen, Richard Strauss, Igor Stravinskij, Sergiu Celibidache og Leonard Bernstein.
I de senere år er kommet nye aktiviteter som pladsindspilninger, nytårskoncerter og koncertturneer i udlandet. Den seneste betydningsfulde begivenhed i orkestrets historie er flytningen til Operaen.
Orkestrets chefdirigent er fra 2024 Marie Jacquot (født 1990 i Paris).
I 2023 modtog kapellet 11 klokker til brug i fx Puccinis opera Tosca.

## Dirigenter
- Heinrich Schütz
- Johann Gottlieb Naumann
- Johann Abraham Peter Schulz
- F. L. Æ Kunzen
- Claus Schall
- Niels Gade
- Holger Simon Paulli
- Johan Svendsen (1883–1908)
- Frederik Rung
- Carl Nielsen
- Georg Høeberg (1914–1930) og Johan Hye-Knudsen
- Egisto Tango (1931–1946)
- John Frandsen (1946–1980)
- Poul Jørgensen (1980–1993)
- Paavo Berglund (1993–1998)
- Woldemar Nelson (1998–2000)
- Michael Schønwandt (2000–2011)
- Michael Boder (2012–2016 )[6]
- Alexander Vedernikov (2017–2020)[7]
- Paolo Carignani (1. gæstedirigent fra sæsonen 2021/22 og tre år frem)
- Marie Jacquot  (chefdirigent fra sæsonen 2024/25)

## Vigtige gæstedirigenter
| - Carl Maria von Weber - Jean Sibelius - Richard Strauss - Leopold Stokowski - Arnold Schönberg - Bruno Walter - Hans Knappertsbusch - Wilhelm Furtwängler - Pierre Monteux - Carl Schuricht - Igor Stravinskij - Otto Klemperer - Erich Kleiber | - Fritz Busch - Charles Münch - Karl Böhm - John Barbirolli - Herbert von Karajan - Sergiu Celibidache - Igor Markevitch - Georg Solti - Rafael Kubelík - Ferenc Fricsay - Leonard Bernstein - Pierre Boulez - Charles Mackerras | - Kurt Masur - Christoph von Dohnányi - André Previn - Giuseppe Patanè - Daniel Barenboim - Claudio Abbado - Marek Janowski - Hartmut Haenchen - Leif Segerstam - Michael Tilson Thomas - Simon Rattle - Bertrand de Billy - Andris Nelsons |